# 나나쓰가마촌
나나쓰가마촌(七釜村)은 나가사키현의 니시소노기 반도에 있던 촌이며, 니시소노기군에 속해있었다. 

## 지리
니시소노기 반도의 북서부에 위치하며 서쪽 해안선을 스모나다(고토나다)와 접하고 있다.

## 역사
- 1889년 4월 1일 - 정촌제 시행에 의해 니시소노기군 나나쓰가마촌이 단독으로 촌제를 시행해 성립하였다.
- 1955년 4월 1일 - 오모다카촌과 합병해 사이카이촌이 성립하여 오모다카촌은 소멸하였다.

## 참고문헌
- 角川日本地名大辞典 42 長崎県
- 西彼杵郡現勢一班「面高村現勢内容」（1926年）国立国会図書館デジタルコレクション